# أرنست ماندل
أرنست ماندال (Ernest Mandel) (ولد في 1923-توفي في 1995) ماركسي بلجيكي. مؤسس وقائد الأمانة المتحدة للأممية الرابعة. معروف كأحد الاقتصاديين الماركسيين البارزين.

## حياته
ولد ارنست ماندل سنة 1923 بفرانكفورت من عائلة ثورية شيوعية. كان أبوه عضوا في حركة سبارتكوس بوند، حيث ناضلت روزا لوكسمبورغ، في هذا المناخ، حيث كان «نتصف ليل القرن»، ترعرع الشاب ماندل. والتحق وعمره 17 سنة بصفوف الأممية الرابعة ببلجيكا حيث لجأت أسرته.

## عمله
شارك في مقاومة الحرب والاحتلال النازي مدافعا عن وجهة نظر أممية جريئة (بخلاف التيارات البورجوازية والستالينية) وصلت حدود توزيع مناشير ثورية وسط الجنود الألمان. أقنع، بمعية أبراهام ليون، الصهيونيين اليساريين داخل منظمة شومير هازيير (الحرس الفتي) ـ التي كانت قطعت مع الحزب الشيوعي بعد ميثاق هتلر ـ ستالين ـ بتبني الماركسية الثورية. أسس ماندل بصفته مناضلا في أنوية ثورية وسط*الحزب الاشتراكي الثوري، سلف الحزب العمالي الاشتراكي عمال المناجم وعمال صناعة التعدين في شارل لوروا ولييج. اعتقله المحتل مرات عديدة لكنه يفر كل مرة. وفي نهاية الحرب نفي إلى معسكرات العمل بألمانيا، لكنه فر مرة أخرى (أبريل 1945) عندما أوشكت هزيمة النازية والتحق برفاقه ببلجيكا.
انخرط في الحركة النقابية بعد الحرب، وأصبح أحد المستشارين الرئيسيين لأندري رونارد (الكاتب العام المساعد للفدرالية العامة لعمال بلجيكا FGTB الذي كان يقود اليسار النقابي)، كانا قد التقيا في الحرس الاشتراكي الفتي JGS بلييج خلال مقاومة الفاشية حيث كان رونارد يقوم بدور قيادي.
في الفدرالية العامة لعمال بلجيكا FGTB كان ماندل من الدافعين ببرنامج» الشركات الكبرى Holdings والديمقراطية الاقتصادية «وخطة الإصلاحات الهيكلية المعادية للرأسمالية. وساهم بالموازاة في تأسيس جريدة» اليسار «التي تجمع يسار الحزب الاشتراكي البلجيكي PSB برمته والتي كان رئيس تحريرها.
هيأ نشاط الحركة النقابية هذا الإضراب العام في ديسمبر 1960 ـ يناير 1961 ضد القانون الوحيد Loi Unique الذي أصدره الوزير الأول غاستون إيسكينس.
جرى طرد ماندل سنة 1964 ـ شأنه شأن اليسار المعادي للرأسمالية برمته ـ من الحزب الاشتراكي البلجيكي PSB الذي كان يشارك في الحكومة بجانب CVP ويعمل بشكل تدريجي على تمرير كل التدابير التي تضمنها القانون الوحيد مع قوانين ضد الإضرابات.
كان ارنست ماندل آنذاك نشيطا للغاية في التضامن مع الثورات المناهضة للاستعمار: الجزائر وكوبا... استدعاه تشي غيفارا إلى كوبا قصد المساهمة في النقاش الدائر حول التنظيم الاقتصادي للثورة الكوبية (1963-1964). كان الالتزام الأممي طبيعة ثانية عند ماندل. كان يدعو علانية في المعسكرات النازية إلى تضامن العمال الفرنسيين والبلجيكيين ضد الرأسمال الكبير، والتحق سنة 1949 بألوية دعم الشعب اليوغوسلافي وثورته التي يهدد ستالين بسحقها. أدرك كامل أهمية سنة 1968، ذلك الانعطاف في الوضع العالمي (ماي 68 وربيع براغ وهجوم Têt في الفيتنام). رفضت الحكومة الفرنسية السماح له بدخول أراضيها، ومنع من تأشيرات دخول كل من الولايات المتحدة الأمريكية والألمانيتين وأستراليا ونيوزيلاندا...
كان ارنست ماندل أحد مؤسسي رابطة العمال الثورية سنة 1971(أصبحت الحزب العمالي الاشتراكي POS) ببلجيكا نتيجة اندماج يسار الحركة العمالية الاشتراكية المناهض للرأسمالية والمجموعات الراديكالية الجديدة في الشبيبة، وساهم بنشاط في قيادة الحزب العمالي الاشتراكي حتى وفاته.
كرس ماندل كل حياته لوضع نظرية ماركسية جذرية ومفتوحة. حقق مؤلفه «النظرية الاقتصادية الماركسية» انتشارا واسعا منذ صدوره عام 1962، وتُرجم إلى عدة لغات وكان له تأثير كبير على تكوين جيل جديد من الاقتصاديين النقديين. من بين أهم أعماله: «تشكل فكر ماركس الاقتصادي» مقدمة طبعة الرأسمال الصادرة عن دار نشر بيليكان و«موجات التطور الرأسمالي الطويلة» ولاسيما «شيخوخة الرأسمالية»، تشكل هذه الدراسة، حسب بيري أندرسون، «أول تحليل نظري للتطور العام لنمط الإنتاج الرأسمالي منذ الحرب العالمية الثانية، وحول الرقابة العمالية والمجالس العمالية والتسيير الذاتي، ونقد الشيوعية الأوروبية، ومن الكومونة إلى ماي 68» إلخ.

## السنوات الأخيرة
كتب مؤخرا «إلى أين يسير الاتحاد السوفياتي في ظل غورباتشوف» ولاسيما «السلطة والمال». أصدر أيضا مجموعة مذهلة من المقالات في صحافة فروع الأممية الرابعة (كان ماندل يجيد الكتابة والتحدث بعدة لغات) ورسائل وتحاليل علاوة على وثائق سياسية.
عقد آمالا كبيرة خلال 1989-1990 على التطورات السياسية بألمانيا. شارك في أحداث أوروبا الشرقية بمتابعة نضال المعارضة اليسارية ضد الستالينية والرأسمالية. وساهم في نقاش قيادة الحزب الشيوعي السوفياتي حول الدلالة السياسية لنضال تروتسكي.
رغم الهزائم بأوربا الشرقية والوضع الصعب للحركة العمالية العالمية، جاب ارنست ماندل القارات الخمس للدفاع عن أفكاره دون عصبوية وبتفاؤل واقتناع راسخ. ساهم بعدة مواقع في مد الجسور بين مختلف التيارات اليسارية وتقوية تحالفات جديدة. كسب من ذلك اقتناعا بأن اليسار، رغم صعوبات الوضع العالمي، حامل لآمال جديدة في ماركسية نقدية غير دوغمائية وحازمة وجذرية. وتعززت تلك القناعة بتطور الأحداث بالبرازيل والفلبين والشرق الأوسط وأوروبا الغربية.
لكن نشاطه المتواصل أثر على صحته، إذ نادرا جدا ما قبل الراحة، وفقط في الأشهر الأخيرة من حياته أجبره تدهور صحته على تقليص نشاطه.

## وفاته
يوم 20 يوليوز 1995 وإثر أزمة قلبية حادة وافت المنية هذا الثوري الذي شارك باستماتة في نضالات الإنسانية. وقد عبر مرة أخرى في يونيو 1995 عن حماسه، خلال المؤتمر 14 للأممية الرابعة، بخصوص الإمكانيات المفتوحة بوجه أمميتنا النشيطة أكثر من أي وقت مضى في السعي إلى أشكال تنظيم جديدة لليسار المناهض للرأسمالية على المستوى السياسي والدولي.

## أعماله
- مدخل إلى الاشتراكية العلمية.
- ليون تروتسكي: دراسة في دينامية فكره.
- لماذا لا غنى عن منظمة أممية؟.
- العناصر التكوينية لنظرية تروتسكي حول الفاشية.
- محاضرات في الاقتصاد السياسي الماركسي.
- الأممية الرابعة: أربعون سنة بعد تأسيسها.
- دفاعا عن ثورة أكتوبر.
- التصور الثوري والتصور الإصلاحي.

## روابط خارجية
- أرنست ماندل على موقع IMDb (الإنجليزية)
- أرنست ماندل على موقع مونزينجر (الألمانية)